# Algernon Cadwallader
Algernon Cadwallader — американская мидвест-эмо- и мат-рок-группа из Ярдли, штат Пенсильвания. Изначально они были активны с 2005 по 2012 год. В 2022 году группа снова начала гастролировать. Stereogum назвал группу «героями эмо-ривайвла».

## Характеристики
Стиль
Музыку Algernon Cadwallader описывают как эмо и мат-рок. Они ссылаются на Cap'n Jazz и The Beatles как на источники вдохновения. По словам Яна Коэна из Pitchfork, группа «целенаправленно выбрала мидвест-эмо среди других форм панка и хардкора, выбор, который освободил от профессионализма, серьезности и стремления, которые определяют инди-рок». По словам Rolling Stone, «Algernon Cadwallader проигнорировали эмо, чтобы принять его корни».
Гитарная работа Джо Рейнхарта в группе состояла из тэппинга, арпеджио, флажолетов, Hammer-on и Pull-off, нечетных размеров и аккордовых прогрессий с каподастром. Дебютный полноформатный альбом группы Some Kind of Cadwallader описывают как «техничный», и было отмечено, что он берет стилистические подсказки из хеви-метала в дополнение к мат-року. Второй полноформатный альбом группы Parrot Flies, как говорят, «предвещал» стиль будущих вкладов Рейнхарта в филадельфийскую инди-рок-группу Hop Along. Некоторые риффы альбома сравнивали с Pavement.
Американский музыкант Иветт Янг назвала Algernon Cadwallader своим вдохновителем.

## Дискография
Студийные альбомы
- Some Kind of Cadwallader (2008)
- Parrot Flies (2011)

EP
- Demo (2006)
- Fun (2009)

Прочее
- "Life on an Island Summer Compilation Vol. 2 (2010) - Look Down (feat. Hop Along)
- Cover Up (2011) – "This Boy" (The Beatles)
- Fuck Off All Nerds: A Benefit Compilation For Mitch Dubey (2011)
- Summer Singles (2011) – "(Na Na Na Na) Simulation"
- What It Is (2011)
- Algernon Cadwallader (2018)
- Mad World (Tears for Fears 2023)